# Knut Børsheim
Knut Børsheim (Bergen, 29 april 1987) is een golfprofessional uit Noorwegen.
Børsheim doorliep de 'Norwegian College of Elite Sport' en ging in 2006 aan de Arizona State University studeren. Hij speelde daar golf voor de Sun Devils en studeerde in december 2010 summa cum laude af.
Hij werd 3de bij de Brabazon Trophy. In 2010 stond hij ook opgesteld in het team van de Bonallack Trophy, die geannuleerd werd na de vulkaanuitbarsting onder de Eyjafjallajökull op IJsland, waardoor het vliegverkeer stillag.

## Gewonnen
Onder meer:
- Nationaal Kampioenschap Junioren

### Teams
- Eisenhower Trophy (winnaar individueel)
- Bonallack Trophy: 2010 in India

## Professional
Børsheim werd in 2011 professional en speelde zijn eerste toernooien op de Europese Challenge Tour. Op het Kazakhstan Open, zijn 8ste toernooi, deelde hij na de tweede ronde de leiding met Simon Thornton met een score van -5.